# Otto Schoch
Otto Schoch (Hundwil, 1 december 1934 - aldaar, 5 juli 2013) was een Zwitsers ondernemer, rechter en politicus voor de Vrijzinnig-Democratische Partij (FDP/PRD) uit het kanton Appenzell Ausserrhoden. Hij zetelde van 1983 tot 1997 in de Kantonsraad.

## Biografie
Otto Schoch studeerde rechten in Zürich en behaalde er een doctoraat in 1959. In 1970 richtte hij een eigen advocatenkantoor op in Sankt Gallen.
Van 1969 tot 1978 was hij lid van de Kantonsraad van Appenzell Ausserrhoden. Bij de parlementsverkiezingen van 1983 werd hij verkozen tot het Kantonsraadslid van zijn kanton, dat maar recht heeft op één lid in de Kantonsraad. Bij de parlementsverkiezingen van 1987, die van 1991 en die van 1995 werd hij herverkozen. In de periode 1995-1996 was hij voorzitter van de Kantonsraad en hij was tevens lid van de commissie Veiligheid. Op 22 september 1997 verliet hij de Kantonsraad.
Tussen 1998 en 2005 was hij de ombudsman van de Schweizer Radio und Fernsehen (SRF), de Zwitserse Duitstalige openbare omroep. Van 1999 tot 2004 was hij voorzitter van de humanitaire stichting van het Zwitserse Rode Kruis.